# UFC Fight Night: Rodríguez vs. Penn
UFC Fight Night: Rodríguez vs. Penn var en MMA-gala som arrangerades av Ultimate Fighting Championship och ägde rum 15 januari 2017 i Phoenix i USA.